# Donald Merrett
John Donald Merrett (Pseudonym: Ronald Chesney; * 17. August 1908; † 1954 in Köln) war ein britischer Mörder.
Er erschoss 1926 seine Mutter, als sie seine Scheckfälschungen aufdeckte. Der Gerichtsmediziner Bernard Spilsbury dachte, es sei Selbstmord, weshalb Merrett freigesprochen wurde.
Er änderte seinen Namen in Ronald Chesney und wurde international bekannter Schwarzhändler. 1954 ermordete er wegen einer Liaison Ehefrau und Schwiegermutter; vor seiner Verhaftung in Köln erschoss er sich selbst.